# Jared Waerea-Hargreaves
Pour les articles homonymes, voir Hargreaves.

a Compétitions nationales et continentales officielles uniquement.

b Matchs officiels uniquement.
Jared Waerea-Hargreaves, né le 20 janvier 1989 à Rotorua, est un joueur de rugby à XIII néo-zélandais évoluant au poste de deuxième ligne dans les années 2000. Formé au rugby à XV et participant même à la coupe du monde des moins de 19 ans pour l'Australie, il change alors de code pour le rugby à XIII. Il commence sa carrière professionnelle aux Manly Sea Eagles en 2009 puis la poursuit aux Sydney Roosters à partir de 2010. Malgré sa faible expérience, il est sélectionné en équipe de Nouvelle-Zélande pour le Tournoi des Quatre Nations 2009 en Angleterre et en France.

## Palmarès
- Collectif :
  - Vainqueur du World Club Challenge : 2019 et 2020 (Sydney Roosters).
  - Vainqueur de la National Rugby League : 2013, 2018 et 2019 (Sydney Roosters).
  - Finaliste de la National Rugby League : 2010 (Sydney Roosters).
  - Vainqueur du Tournoi des Quatre Nations : 2010 (Nouvelle-Zélande).
  - Finaliste du Tournoi des Quatre Nations : 2016 (Nouvelle-Zélande).